# Round Island Lighthouse (Mississippi)
Round Island Lighthouse ist ein denkmalgeschützter Leuchtturm in Pascagoula, Mississippi. 
Er wurde 1833 am südwestlichen Ende der kleinen Insel Round Island im Mississippi Sound errichtet. Laut der überlieferten Jahresberichte des Lighthouse Board stellte sich bald heraus, dass der Leuchtturm eine mangelhafte Bauqualität aufwies und der Standort ungünstig ausgewählt worden war. Dies führte 1859 zu einer Sanierung des knapp 15 m hohen Round Island Lighthouse, wobei heute nicht mehr zu klären ist, ob auch ein Standortwechsel durchgeführt wurde. Da der Leuchtturm lediglich mit einer Fresnel-Linse vierter Ordnung ausgerüstet wurde, ist es wahrscheinlich, dass er als weniger bedeutend für die Führung des Schiffsverkehrs erachtet wurde.
Round Island Lighthouse wurde am 9. Oktober 1986 als Baudenkmal in das National Register of Historic Places aufgenommen.
1998 brachte eine durch Hurrikan Georges verursachte Flutwelle den Leuchtturm zu Fall. Der danach beschlossene originalgetreue Wiederaufbau fand im Jahr 2005 durch Hurrikan Katrina ein abruptes Ende, der die fertiggestellten Fundamente zerstörte. Im April 2007 wurden Planungen bekanntgegeben, Round Island Lighthouse an das Ufer der Stadt Pascagoula zu verlegen. Am 13. November 2015 wurde der Leuchtturm mit funktionsfähiger Fresnel-Linse im Rahmen einer feierlichen Zeremonie wiedereröffnet.